# 安敦尼王朝
安敦寧王朝（96年—192年），又称涅爾瓦－安敦尼王朝、安托尼烏斯王朝（又譯「安東尼努士王朝」)，是羅馬帝國歷史上，一个極為興盛繁榮的王朝。王朝初期进行了達契亞戰争与帕提亞战争。115年时羅馬帝國版圖達到最大，此后哈德良放棄了兩河流域領土。
安敦尼王朝計有六位皇帝：
- 涅爾瓦（Nerva，96年—98年），在圖密善皇帝共任執政官，其遇刺後被擁立為帝，施政寬和。
- 圖拉真（Trajan，98年—117年，又譯圖雷真），涅爾瓦之養子，任內開疆拓土、戰績顯赫，曾被元老院贈予「最高第一公民」稱號。留有圖拉真柱。
- 哈德良（Hadrian，117年—138年），圖拉真之養子。任內結束軍事擴張、放棄部分領土，並興建哈德良長城。
- 安敦尼（Antoninus Pius，138年—161年，又譯安托奈纳斯·派厄斯、安托尼烏斯·披烏斯、安敦宁·毕尤），哈德良之養子，任內帝國國勢達到頂峰。
- 奧理略（Marcus Aurelius，161年—180年，又譯马可·奥勒留），为斯多噶學派的著名代表人物，被譽為「哲學家皇帝」，著有《沉思錄》。
- 康茂德（180年－192年），馬可·奧理略的兒子，其統治殘暴而不得人心，終使王朝走向終結，並開始了之後的內亂。

其中前五位被尼可洛·馬基維利在其著作李維論 中稱為「五賢帝」，五人先後相繼，令得八十多年間政治清明，與之前一百年的腥風血雨成很大的對比。這五位皇帝謙虛，關愛臣民，這段時期也是自奧古斯都（即屋大維）之後羅馬帝国最強盛的時期，所以這段時期也被稱为羅馬治世、羅馬五賢君時期或五賢帝時代。其中以安敦宁·毕尤在位時間最長，所以這段時期被稱為安敦尼王朝。不過，由於這些皇帝沒有直接的血緣關係，嚴格來講安敦尼王朝不能算一個朝代。

## 歷史
五賢帝時期權力交替方法非常平安。羅馬歷代帝王中，此五人以和平傳位聞名。各個皇帝選擇其承繼人，然後收養他為義子，以為儲君，如此避免了權力交替前後的政治動亂。故而皇位平穩交替，動盪不生。
弗拉维王朝經過提图斯和图密善兩位皇帝的統治，涅爾瓦於96年繼位，開創了安東尼王朝。羅馬帝國的基礎設施，如：法律、道路交通、度量衡、貨幣制度都在這個年代得到統一，並通行全國。圖拉真在位时开拓疆土，在他死時帝國版圖達到最大極限。東到美索不達米亞，南至北非撒哈拉沙漠，西起不列颠，北至喀爾巴阡山脉和黑海北岸，地中海成为了帝國的内海。哈德良健全了帝國的官僚機構，並在不列顛尼亞北部興建哈德良長城，阻擋來自北方皮克特人的侵擾。到了安東尼奧·派阿斯即位时，羅馬帝國達到極盛。

涅尔瓦王朝君主
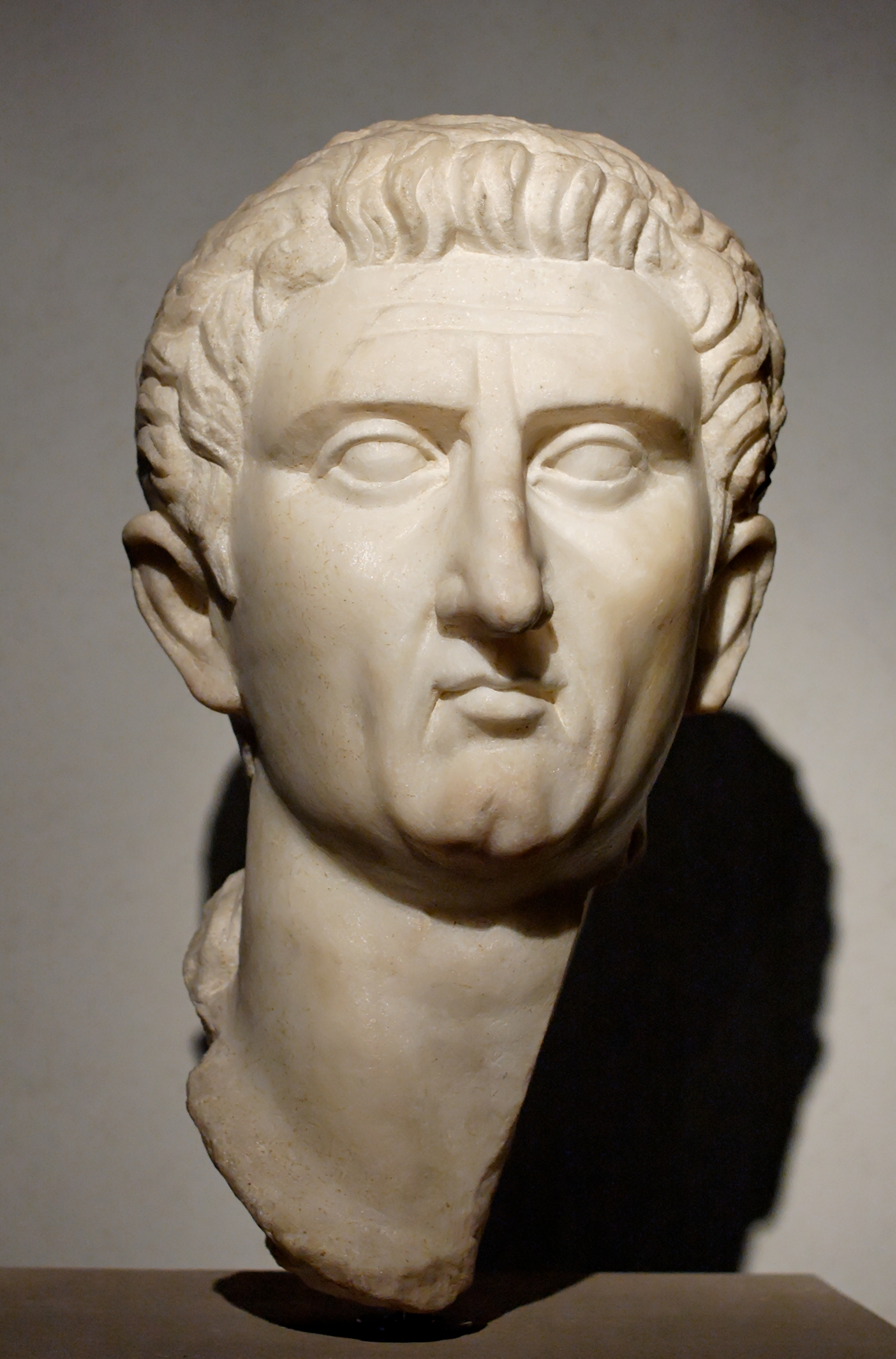
涅爾瓦
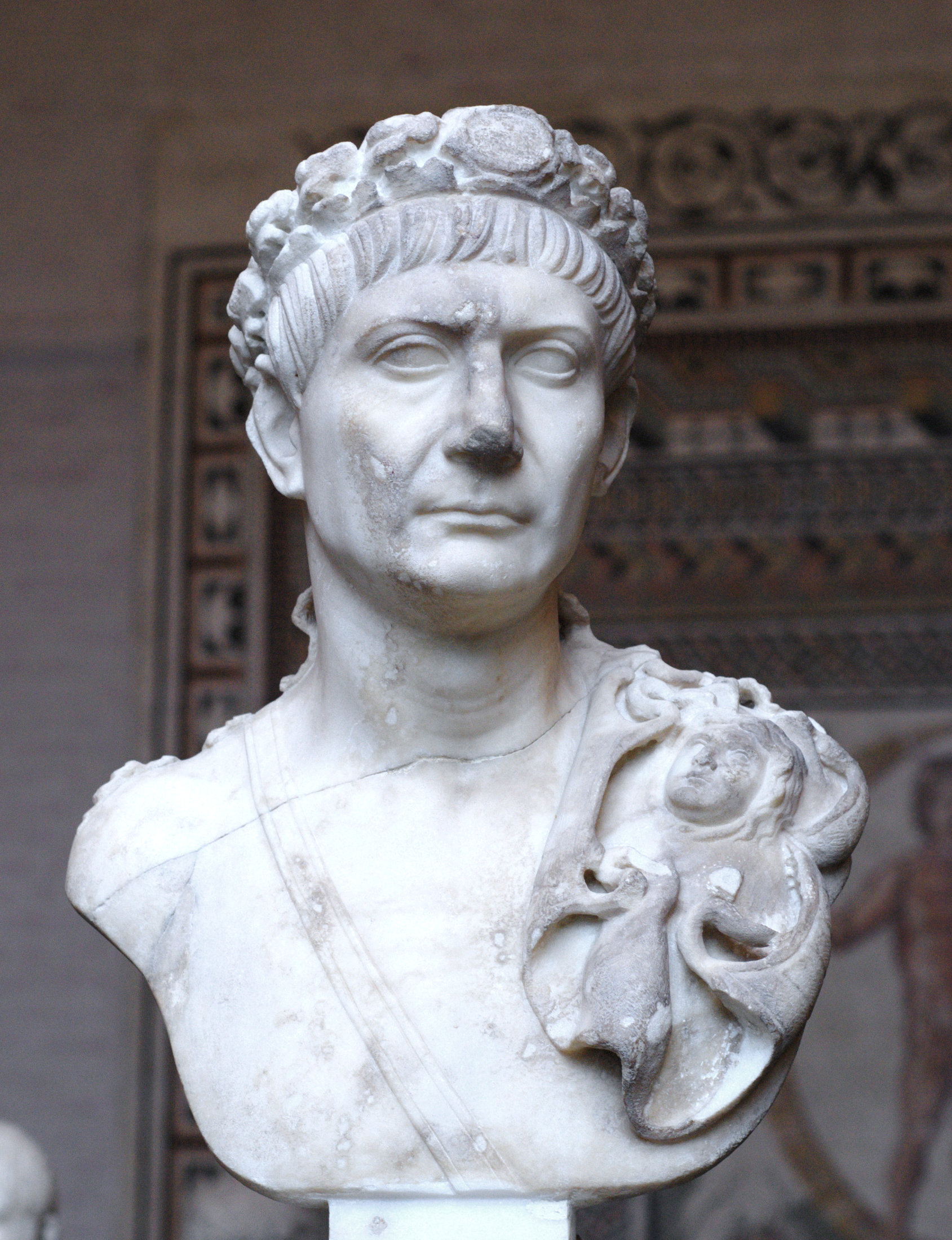
圖拉真
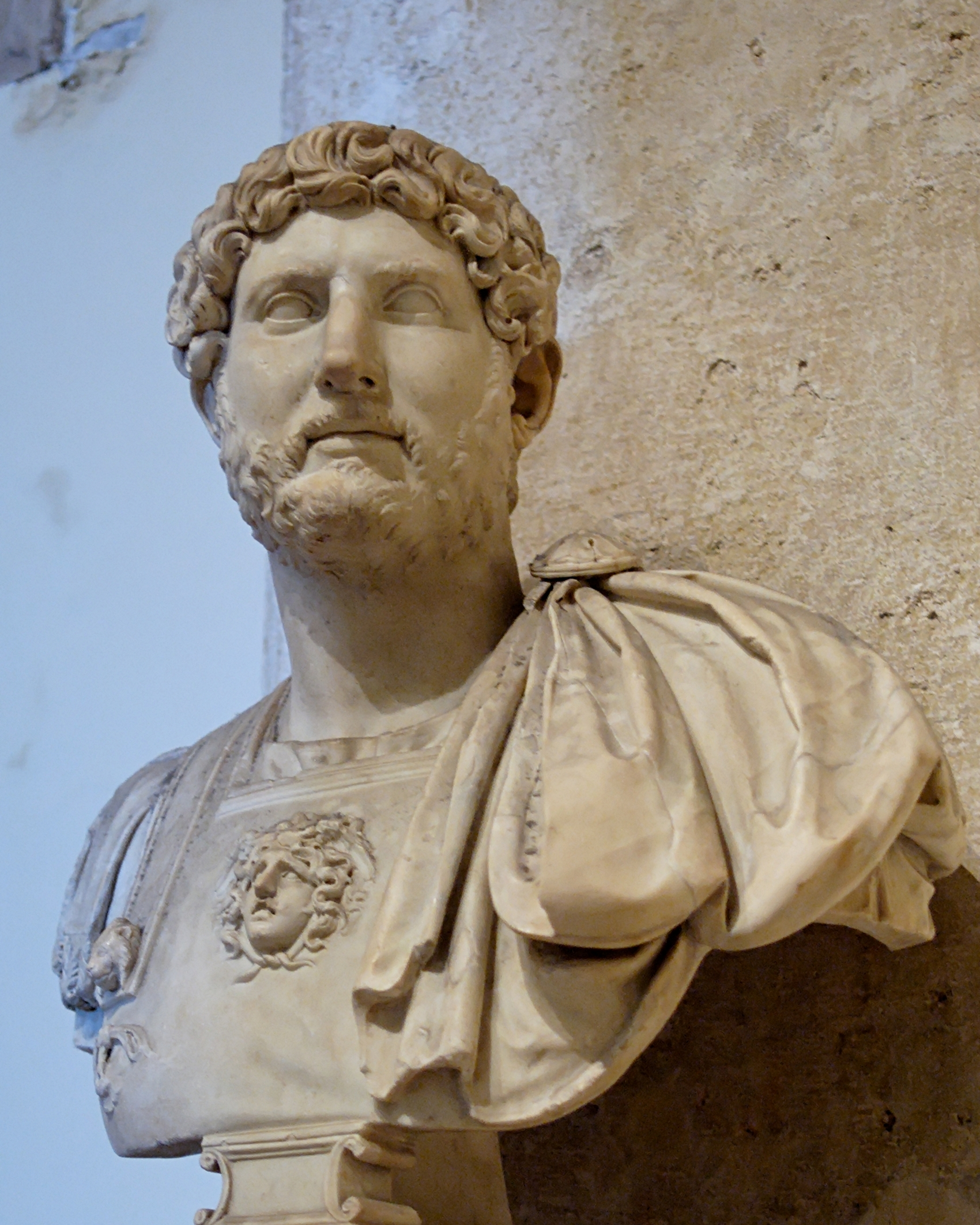
哈德良

五賢君時期的文治武功，在羅馬帝國其他時期也是難得一見的。因此，18世紀的英國歷史學家爱德華·吉本在他的著作《羅馬帝國衰亡史》中，把這個年代稱讚為“人類最幸福的年代”。他對五賢君的种种賢德的稱讚如下:“天下歷代，以民之富庶安乐论，何时居首？闻者立对曰：自图密善薨至康茂德立，可以当之。彼时羅馬雄有四海，國事雖定於一尊，而以仁德聪睿导焉。四帝相继，统御诸师，颇能刚柔相济。涅爾瓦、圖拉真、哈德良、安敦尼·畢尤、馬可·奧略留(奧里略)五帝威嚴德業，下皆景仰。御國之道，一以始終，待民寬仁，而治理皆本法度，人皆頌之，帝亦頗自傲。當是時，若夫罗马推重理性自由，则共和可复，功业皆归于贤君尔。”

到了奧理略統治的後期，帕提亚帝国不斷屢犯邊疆，北方蠻族也乘虚而入。帝国的實力開始出现颓勢。及至180年，奧理略死於维也纳的軍营之中，由親生兒子康茂德繼位。康茂德不符眾望，未能延續五賢帝时代賢明的统治，其於192年遇刺身亡後，安敦尼王朝正式結束。此後羅馬帝國經歷短暫的混亂與內戰，193年由塞普蒂米烏斯·塞維魯建立起塞維魯王朝，在名義上仍以正統的安敦尼王朝繼承者自居。

安敦尼王朝君主
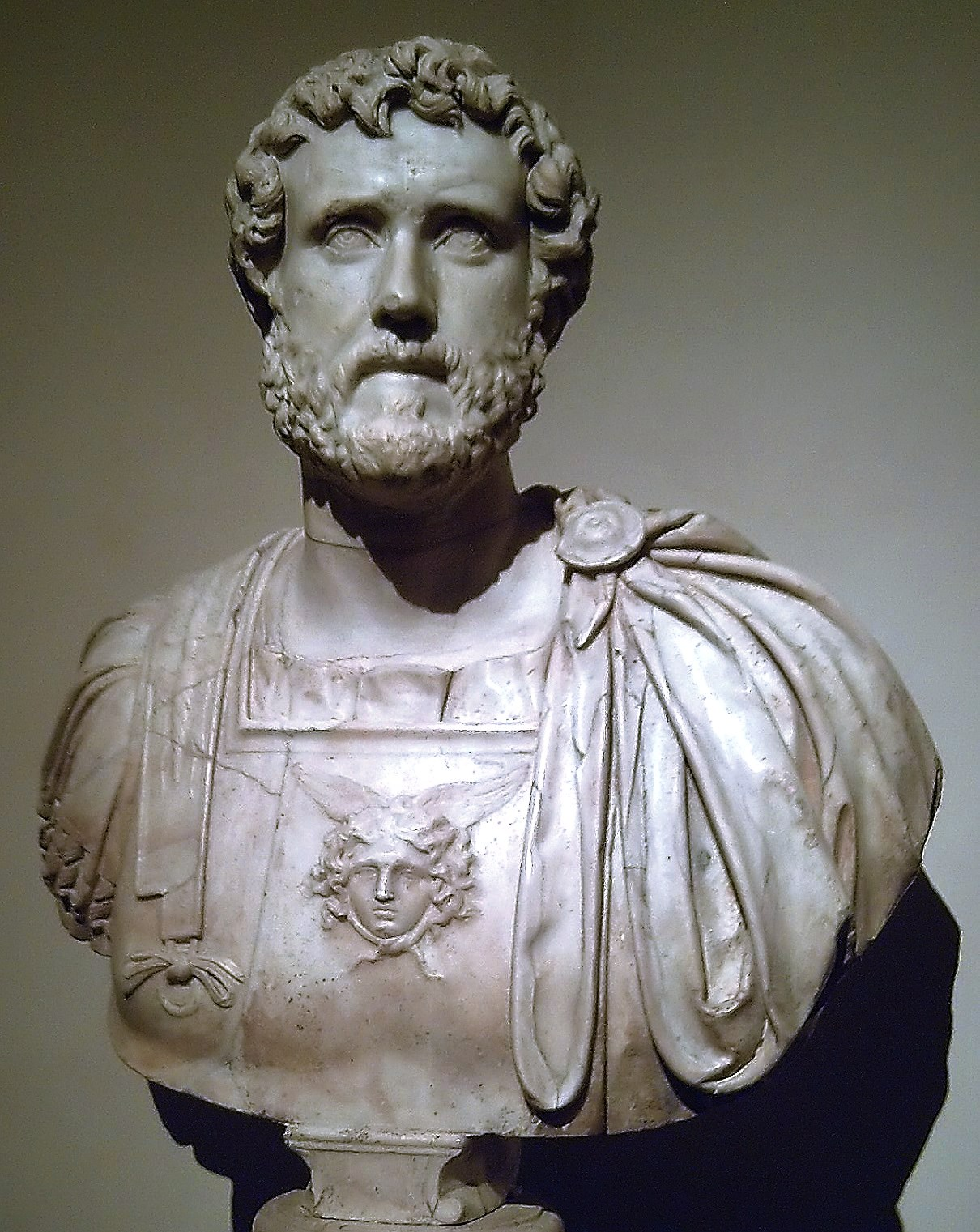
安敦尼·畢尤
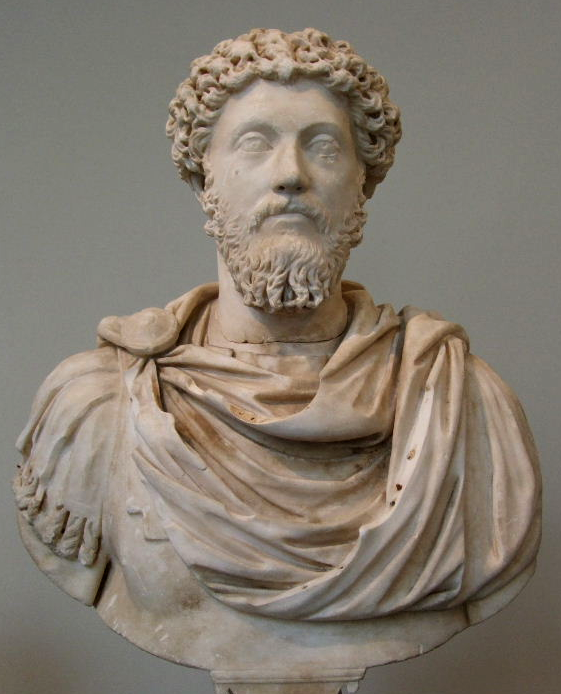
馬爾庫斯·奧列里烏斯
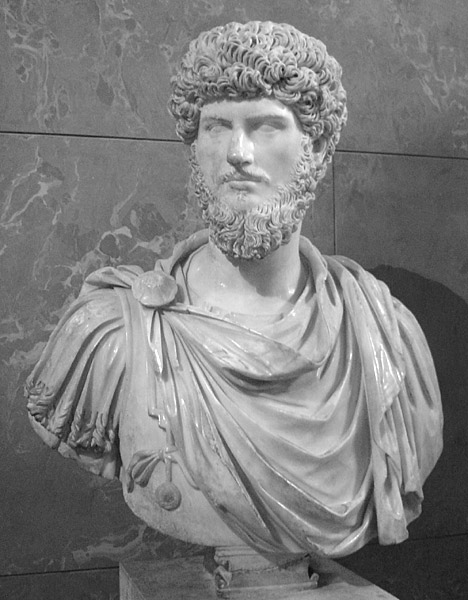
盧基烏斯·維魯斯
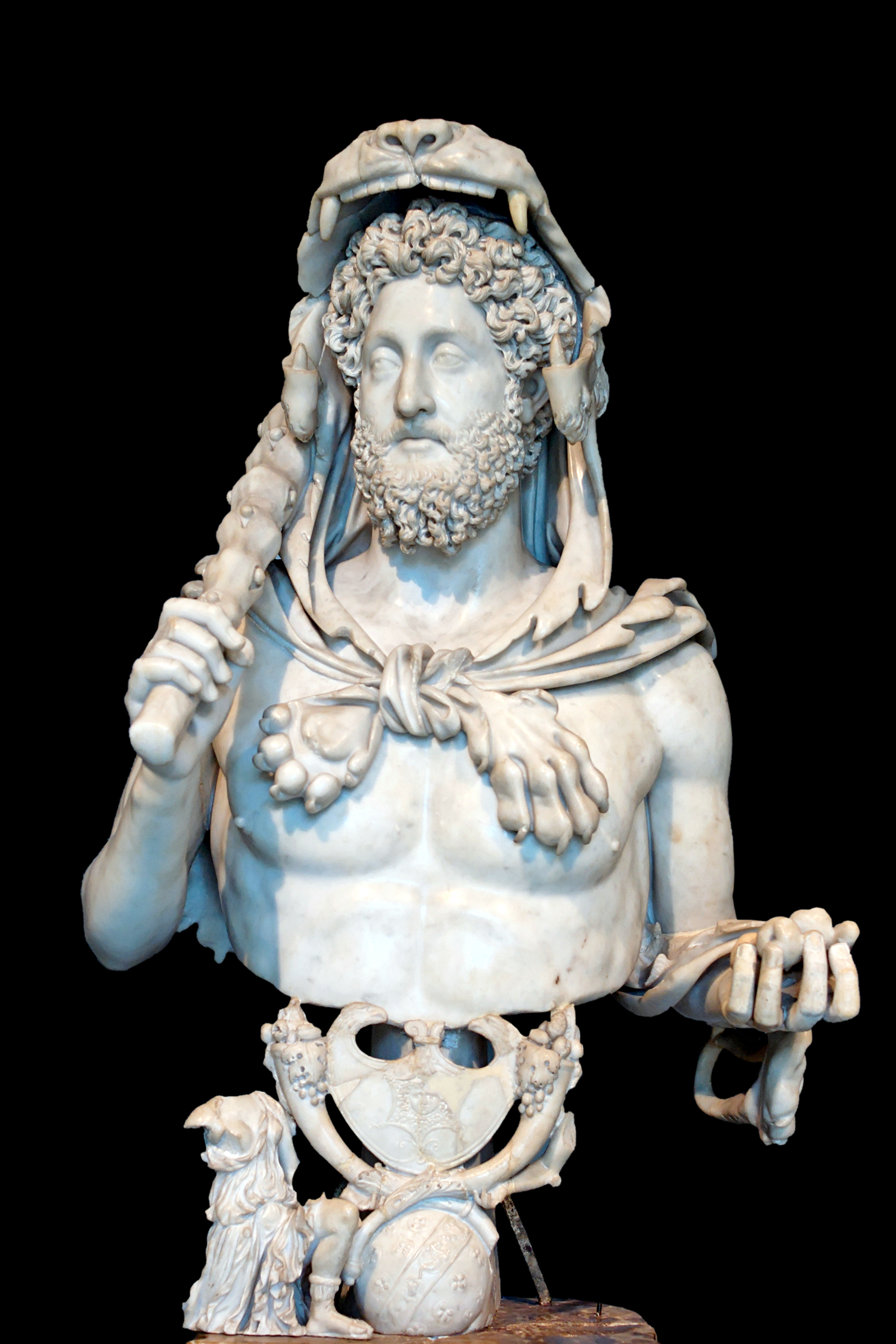
康茂德

## 五賢帝

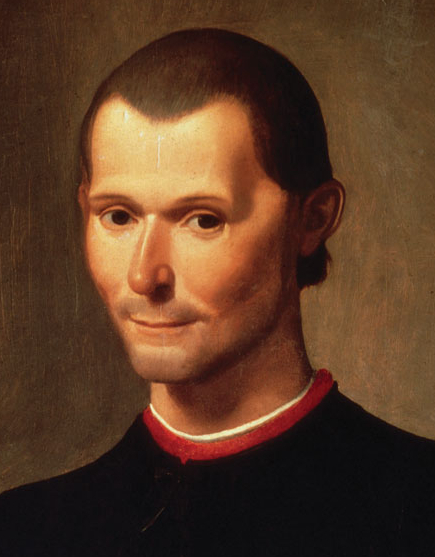
尼科洛·馬基雅維利

俗稱“五賢皇”的統治者是涅爾瓦、圖拉真、哈德良、安東尼努斯·皮烏斯和馬可·奧理略。這個術語是由尼科洛·馬基雅維利在他於 1531 年出版的《李維論》一書中創造的：
|  | 通過研究這段歷史，我們還可以了解到如何建立一個好政府； 因為雖然除了提圖斯之外，所有通過出生繼承王位的皇帝都是壞人，但所有通過收養繼承王位的皇帝都是好人，就像從涅爾瓦到馬庫斯的五位皇帝一樣。 但一旦帝國再次落入出生繼承人手中，它的毀滅就重新開始。 |

馬基雅維利認為，這些被收養的皇帝通過良好的治理贏得了周圍人的尊重：
|  | 提圖斯、涅爾瓦、圖拉真、哈德良、安東尼努斯和馬庫斯不需要禁衛軍大隊，也不需要無數的軍團來保護他們，而是通過他們自己的美好生活、臣民的善意和元老院的支持來保衛他們。 |

愛德華·吉本在《羅馬帝國衰亡史》中寫道，他們的統治是：
|  | 羅馬帝國在智慧和美德的指導下，由絕對權力統治的時代。 |

吉本認為，這些仁慈的君主及其溫和的政策是不尋常的，與他們更加殘暴和壓迫的繼任者形成鮮明對比。

## 版圖

公元125年的罗马帝国，此时其疆域臻于极盛

## 附註
1. ↑  Machiavelli, Discourses on Livy, Book I, Chapter 10.
2. ↑  . www.unrv.com.   [2023-01-31]. （原始内容存档于2023-03-19）.
3. ↑  From the study of this history we may also learn how a good government is to be established; for while all the emperors who succeeded to the throne by birth, except Titus, were bad, all were good who succeeded by adoption, as in the case of the five from Nerva to Marcus. But as soon as the empire fell once more to the heirs by birth, its ruin recommenced.Machiavelli, Discourses on Livy, Book I, Chapter 10.

| 前任： 弗拉维王朝 | 安東尼王朝 96年－192年 | 繼任： 塞維魯王朝 |